# 孔彦舟
孔彦舟（1106年—1160年），字巨济，宋朝相州林虑（今河南省林州市）人。
孔彦舟出身无赖，杀人为盗贼。靖康元年（1126年）应募为宋军，官至京东西路兵马钤辖。金军入侵山东，他率领部下南逃，所过之地多杀掠，后为沿江招捉使。建炎四年（1130年）镇压洞庭湖钟相，于湖南大肆烧杀。绍兴二年（1132年）投降刘豫，跟随刘豫子刘麟攻打宋朝，刘齐被废，孔彦舟为金国将领，跟随兀术攻下郑州、濠州，镇压太行山义军。官至河南尹、南京（开封府）留守。临死上遗表请金帝攻下宋朝淮南。

## 延伸阅读
[在维基数据编辑]
 《金史·卷79》，出自脱脱《遼史》